# ۳-اتیل‌پنتان-۳-ال
۳-اتیل‌پنتان-۳-ال (به انگلیسی: 3-Ethylpentan-3-ol) یک ترکیب شیمیایی با شناسه پاب‌کم ۱۱۷۰۲ است. شکل ظاهری این ترکیب، مایع شفاف است.